# 町医者ジャンボ!!
『町医者ジャンボ!!』（まちいしゃジャンボ!!）は、こしのりょうによる日本の漫画。副題は「年中無休の地域医療漫画」。『週刊現代』（講談社）で連載されていた。

## 概要
型破りな医者「鶴田正義」(通称:ジャンボ)が主人公の地域医療をテーマにした医療漫画。
患者の視点でストーリーが進む事が多く、鶴田は狂言回しでもある。
またキャラクターの名前がプロレスラーから文字られている。

## 登場人物

### 主人公
鶴田 正義
馬場医院院長。前院長への貸付金を盾に医院を乗っ取った。態度が横柄で風貌がだらしがないが、医師としては有能。通称はジャンボ先生。
馬場医院で馬場院長と共に町医者として働いていた頃は真面目な医師だった。
馬場医院を去った後は、離島や山間部等で僻地医療に携わっていた。
作中に飛鳥に馬場医院を1億円で売ってやると告げた上で、「こんな「元気な」医院 もうオレは興味がない!!」と言い町を去る事を告げた。
最終回では、かつて働いていた離島で病に臥している資産家・川田に借りていた1億円を返済。その直後、彼らのライバルであった、蝶野が残していった病院の近所にある、古い診療所（ただし、医療設備は「最新の機器がある」との事）を買うため、今度は2億円の融資を頼んだ。
その診療所を、「夜間専門の 救急クリニックだ」とリニューアルし、かつて馬場の患者だった石野や後輩の豊田。元MRの武藤が事務を担当し、天龍も休みの日に手伝いに来ており、「最強の医者」になるべく、奮闘中。

### 馬場医院
馬場 飛鳥
馬場医院のナース。前院長の娘。子供の頃、鶴田に懐いていた。変わってしまった彼に失望していたが、鶴田の過去に関係する出来事を通して今の彼を認めるようになる。
鶴田と仕事をするうちに、ナースとしても成長して行き、産気付いた妊婦の分娩を助産師の資格がないにもかかわらず、三沢に電話で指示を仰ぎ無事に取り上げた。
馬場が去った現在も変わらず、町の人たちのために走り回っている。
長尾 千種
鶴田が連れてきたナース。グラマラスな体型で色気がある。持病は糖尿病。
馬場と出会った頃は、髪を金髪に染めていた。
馬場が去った現在は、飛鳥が立ち上げた訪問看護サービス『町のナースステーション』のスタッフとして働いている。
三沢 光成
東日本大学病院の医師。飛鳥の幼馴染であり、彼女に好意を持っている。愛称・みっちゃん。
鶴田の事を快く思っていないが、自分の努力やその結果を褒めてもらうと嬉しいようである。
東日本大学病院を退職。馬場医院へ転職した。
馬場が去った現在は、馬場医院の雇われ院長として働いている。

### 鶴田の関係者
天龍 一郎
東日本大学病院准教授→教授。鶴田と同期。鶴田に対して複雑な感情を持っている。
最終回では、鶴田が開業した夜間診療専門クリニックで休みの日に手伝いに来ている。
馬場 公平
馬場医院前院長。初登場時で物故者。

## 単行本
- こしのりょう『町医者ジャンボ!!』講談社〈KCデラックス〉、全16巻[1]
  1. 2011年10月21日発売、ISBN 978-4-06-376155-9
  2. 2012年1月23日発売、ISBN 978-4-06-376188-7
  3. 2012年4月23日発売、ISBN 978-4-06-376647-9
  4. 2012年7月23日発売、ISBN 978-4-06-376675-2
  5. 2012年10月23日発売、ISBN 978-4-06-376738-4
  6. 2013年2月22日発売、ISBN 978-4-06-376801-5
  7. 2013年5月23日発売、ISBN 978-4-06-376825-1
  8. 2013年9月20日発売、ISBN 978-4-06-376895-4
  9. 2013年12月20日発売、ISBN 978-4-06-376923-4
  10. 2014年3月20日発売、ISBN 978-4-06-376977-7
  11. 2014年6月23日発売、ISBN 978-4-06-377014-8
  12. 2014年9月22日発売、ISBN 978-4-06-377079-7
  13. 2014年12月22日発売、ISBN 978-4-06-377124-4
  14. 2015年3月23日発売、ISBN 978-4-06-377150-3
  15. 2015年6月23日発売、ISBN 978-4-06-377215-9
  16. 2015年9月23日発売、ISBN 978-4-06-377318-7

## テレビドラマ
読売テレビ制作・日本テレビ系列の木曜ドラマ枠にて2013年7月4日から9月26日まで放送された。眞木大輔と忽那汐里のダブル主演で、眞木は連続ドラマ初主演、忽那は地上波の連続ドラマ初主演となる。
キャッチコピーは「患者は必ず嘘をつく。」「患者を信じないでどうすんの!?」

### キャスト

#### 馬場医院
鶴田 正義
演 - 眞木大輔
通称「ジャンボ」。馬場公平への1億円の貸付金や医院の登記済権利証を盾に、馬場医院の新院長となる。
馬場 飛鳥
演 - 忽那汐里（少女期：畠山紬）
公平の娘。2年目の新米看護師。
長尾 千種
演 - 吉田羊
鶴田が連れてきた看護師。同じ病気で苦しむ糖尿病患者の鮫村正を気にかけていたが、病気で追い詰められた鮫村にインスリンを盗まれてしまう。先天性の1型糖尿病の合併症から糖尿病網膜症による硝子体出血を発症し、右目が失明する段階まで症状が悪化する。　　　　
馬場 公平
演 - 久保酎吉
飛鳥の父親。馬場医院前院長。2か月前に亡くなる。

#### 敬秀会 白根総合病院
三沢 光成
演 - 山口大地
研修医。飛鳥の幼馴染。
天龍 一郎
演 - 尾美としのり
副院長兼外科院長。汐浜市風見町の診療所を統括する「地域医療統合ネットワークシステム」を推進する。
白根 英雄
演 - 大出俊（第7 - 最終話）
理事長。大阪の系列病院の立ち上げが落ち着き、白根総合病院に戻ってくる。

#### その他
里中 麗子
演 - 笛木優子
医療ジャーナリスト。取材を通して天龍と愛人関係になる。自分の記事が及ぼす悪影響を一切顧みないで事実と違った鶴田の過去の暴露記事を掲載する。
太川 雅美〈52〉
演 - 大島蓉子
太川酒店店主。西川の後援会長。西川に便宜を図ってもらうため、天龍が推進する「地域医療統合ネットワークシステム」に協力していたが、鶴田によって夫の命が救われたことで町医者の必要性を思い知り、天龍が進める計画から手を引く。鶴田の評判を広めて患者を馬場医院に連れてくる。
太川 星児〈46〉
演 - 川渕良和
雅美の夫。前職の朝川製作所で業者が使用する手袋を製作していた関係でラテックスアレルギーを発症していた。
倉橋 次郎
演 - 郭智博（第5 - 最終話）（少年期：板垣瑞生）
城北水産大学非常勤講師。天龍の弟でそれぞれ産みの母が違う。

#### ゲスト
単話・複数話登場の場合は括弧（）内に表記
第1話
西川 武
演 - 大谷亮介
汐浜市議会議員。クモ膜下出血で倒れるが、鶴田の適切な判断で命を繋ぎとめる。
第2話
高村 賢介〈10〉
演 - 横山幸汰
亜紀の兄。仕事で帰りが遅い母に代わって、妹の面倒を見ている。
高村 亜紀〈5〉
演 - 吉田明花音
賢介の妹。白根総合病院医師の診察では特に異常は見つからなかったが、鼠径ヘルニアを発症しており、鶴田の手術で一命をとりとめる。
高村 真奈美〈39〉
演 - 舟木幸
賢介・亜紀の母親。
石倉 義雄〈42〉
演 - 西村清孝（第11 - 最終話）
汐浜市の地元でも有名なハードクレーマー。高村親子と暮らし、亜紀の体調が悪化したのは勝手に面倒を見ていた飛鳥のせいだと馬場医院に乗り込み、慰謝料を要求する。
第3話
鮫村 正
演 - 合田雅吏
シーモアフーズ営業部社員。仕事で十分な結果を残し、早く出世をしたい焦りと妻に心配をかけたくない想いから、糖尿病を徹底した自己管理で治そうとしていたが、病状は改善するどころか日増しに悪化していく。
鮫村 裕子
演 - 松岡璃奈子
正の妻。日増しに悪くなっていく夫の体調や病気には全く気付かず、高カロリーの食事を与え続けていた。
深田 良晴
演 - 熊澤洋幸
正の後輩。
野田
演 - 鈴木一功
鶴亀フーズ社長。シーモアフーズの取引相手。
鯨井
演 - 中丸新将
シーモアフーズ社長。裕子の父親。
第4話
松原 朱美 → 桐谷 朱美
演 - 芳本美代子（第9話）
18歳の時に子供を流産した後にバセドウ病であることが判明し、発病してから症状は改善傾向にあったが、現在において著しく体調が悪化していき、若年で発病した病気が再発してしまう。
桐谷 祥太
演 - 川野直輝（第9話）
町の食堂で働く年の離れた朱美に好意を抱き、鶴田の助力で夫婦になることが出来た。子供を産むことを諦めていた妻が妊娠し、これからという時期に褐色細胞腫を患ってしまう。
石川 綾乃
演 - 久松夕子
夫が他界した寂しさから、病気を治療する気力がなくなり、狭心症の薬の服用を止めてしまう。
第5話
石野 俊也
演 - 泉澤祐希
1年前、捨て犬を拾ったあたりから微熱、倦怠感、眩暈の症状が出始め、体調の回復も遅く集中力も低下していき、受験にも失敗する。選抜高等学校野球大会でエラーしたことが飛鳥に振られた影響だと関連付けられ、単なる怠け病だと思われていた。だが、鶴田の診断でQ熱と判明する。
石野 雅俊
演 - 上杉祥三
俊也の父親。白根総合病院医師。2年前に引き起こした医療過誤問題で天龍に弱みを握られている。妻・美奈代（演：宮田早苗）と同様に息子の病気を精神疾患だと決めつけていた。
第6話
原口 亮介
演 - 田中隆三
原口工務店元経営者。白根総合病院で余命半年を宣告され、程なくして病院を抜け出す。
永原 春菜
演 - 入来茉里
飛鳥の同級生。近々、結婚を控えている。幼少期の家庭環境の影響でアスベストに関連した病気を発症する要因を抱えていた。
永原 正一
演 - 佐戸井けん太
春菜の義父。永原工務店経営者。
第7 - 8話
百田 哲夫〈30〉
演 - 金井勇太
泰造の息子。 一緒にバンドデビューを目指していた仲間が離れていく。進行度の高い癌を発症していると鶴田から告知を受け、多額の治療費が必要になるが今までの父との確執で命に関わる病気だと親に信じて貰えなかった。
百田 泰造
演 - 深水三章
哲夫の父親。百田ネジ工業社長。白根の友人。
百田 育代
演 - 吉本選江
哲夫の母親。泰造の妻。
白根 美佐子
演 - 只野あっ子
英雄の妻。12年前、胃がんの再発で死亡する。
第10話
松井 昭一
演 - 小倉一郎
倉橋の中学時代の担任教師。17年振りに倉橋に会うため汐浜市を訪れ、倉橋と会話している中で急にろれつが回らなくなり、脳塞栓症を発症して倒れる。
命の制限時間が差し迫る中、鶴田は同意書なしで危険な薬の投与を決断する。
高島 聡史
演 - 北山雅康（第11話）
浜岡製薬MR。飛鳥の依頼を受け、適切な販売条件を満たさなかったが過去に恩がある馬場公平との信頼関係によって、血栓溶解薬のt-PAを馬場医院に渡すことを了承する。
第11話
的場 奈々
演 - 城戸愛莉
長時間に渡って暑い日差しの中、立ち尽くしていたのが原因で2度の熱中症を発症する。
近藤
演 - 坂俊一
汐浜警察署刑事。浜岡製薬から医薬品を盗んだ窃盗容疑で警察署に任意同行するよう鶴田に求める。
最終話
漆原 正康
演 - 阿部六郎
膵臓がんを患い白根総合病院に入院し、天龍が自ら担当するVIP患者。
二階堂 浩一
演 - 金井駿司
薩摩大学医師。国内だけではなく海外でも活躍する生体肝移植の権威。

### スタッフ
- 原作 - こしのりょう『町医者ジャンボ!!』（講談社KCデラックス / 「週刊現代」連載）
- 脚本 - 深沢正樹、田中眞一、高橋美幸、横田理恵
- 音楽 - 末廣健一郎
- 演出 - 大塚徹、新村良二、二宮浩行
- 主題歌 - THE SECOND from EXILE「SURVIVORS feat. DJ MAKIDAI from EXILE」（rhythm zone）
- 助監督 - 吉田尅隻
- 医療監修 - 原田知幸
- 魚類監修 - 中江雅典
- 法律監修 - 本山信二郎
- アクションコーディネーター - 大道寺俊典
- 撮影協力 - 城ヶ島漁業協同組合、城ヶ島観光協会、神奈川県東部漁港事務所、武重医院、千葉市立海浜病院、津田沼中央総合病院
- 技術協力 - テイクシステムズ
- 美術協力 - テレビ朝日クリエイト
- 音響効果 - スポット
- 編集・MA - ブル
- チーフプロデューサー - 木谷俊樹
- プロデューサー - 堀口良則、田中雅博、清水真由美
- 協力プロデューサー - 山本和夫
- ラインプロデューサー - 伊藤正昭
- プロデューサー補 - 田部井幸太郎
- 企画協力 - ドラマデザイン社
- 制作協力 - MMJ
- 制作著作 - 読売テレビ

### 放送日程
| 放送回 | 放送日  | サブタイトル                             | 脚本     | 演出     |
| ------ | ------- | ---------------------------------------- | -------- | -------- |
| 第1話  | 7月04日 | 肩痛から命の危険が…病の謎を解き明かす!   | 深沢正樹 | 大塚徹   |
| 第2話  | 7月11日 | アレルギーで命の危機&女児襲うナゾの腹痛  | 深沢正樹 | 大塚徹   |
| 第3話  | 7月18日 | 超危険! エリート襲う生活習慣病の落とし穴 | 田中眞一 | 新村良二 |
| 第4話  | 7月25日 | アラフォー女の人生を狂わせた謎の病を暴く | 高橋美幸 | 新村良二 |
| 第5話  | 8月01日 | 自殺未遂・家庭崩壊…医師も見落とす心の病  | 深沢正樹 | 大塚徹   |
| 第6話  | 8月08日 | 肺ガンに隠された真実末期患者が決死の行動 | 高橋美幸 | 二宮浩行 |
| 第7話  | 8月15日 | 患者死なせた衝撃過去スキルス胃がんの若者 | 深沢正樹 | 大塚徹   |
| 第8話  | 8月22日 | スキルス胃がんの若者この俺に手術させろ!  | 深沢正樹 | 二宮浩行 |
| 第9話  | 8月29日 | 危険な手術…新婚夫婦の幸せ奪う突然の病魔  | 高橋美幸 | 新村良二 |
| 第10話 | 9月05日 | 医師生命かけた決断…あの薬が脳卒中を救う  | 横田理恵 | 新村良二 |
| 第11話 | 9月12日 | 悪魔からの警告…絶体絶命!医師生命の危機   | 深沢正樹 | 大塚徹   |
| 第12話 | 9月19日 | 命の危機…絶対死なせない! 劇薬で肝炎発症  | 深沢正樹 | 二宮浩行 |
| 最終話 | 9月26日 | 2つの命は俺が救う! 常識破りの肝移植手術  | 深沢正樹 | 新村良二 |

| 読売テレビ制作・日本テレビ系列 木曜ドラマ                   | 読売テレビ制作・日本テレビ系列 木曜ドラマ                                     | 読売テレビ制作・日本テレビ系列 木曜ドラマ                                                  |
| 前番組                                                      | 番組名                                                                        | 次番組                                                                                     |
| ----------------------------------------------------------- | ----------------------------------------------------------------------------- | ------------------------------------------------------------------------------------------ |
| でたらめヒーロー （2013年4月4日 - 6月27日）                 | 町医者ジャンボ!! （2013年7月4日 - 9月26日） ※この作品まで23:58 - 翌0:53に放送 | ハクバノ王子サマ 純愛適齢期 （2013年10月3日 - 12月26日） ※この作品から23:59 - 翌0:54に放送 |
| 読売テレビをはじめとする日本テレビ系列 木曜23:58 - 23:59枠  |                                                                               |                                                                                            |
| でたらめヒーロー （2013年4月4日 - 6月27日） ※23:58 - 翌0:53 | 町医者ジャンボ!! （2013年7月4日 - 9月26日） 【ここまで読売テレビ制作枠】      | NEWS ZERO ※23:00 - 23:59 【6分繰り下げ・5分短縮のうえ、継続】 【ここから日本テレビ制作枠】 |
| 読売テレビ制作・日本テレビ系列 木曜23:59 - 翌0:53枠         |                                                                               |                                                                                            |
| でたらめヒーロー （2013年4月4日 - 6月27日） ※23:58 - 翌0:53 | 町医者ジャンボ!! （2013年7月4日 - 9月26日）                                   | ハクバノ王子サマ 純愛適齢期 （2013年10月3日 - 12月26日） ※23:59 - 翌0:54                   |